# Újsolt
Újsolt este un sat în districtul Kalocsa, județul Bács-Kiskun, Ungaria, având o populație de 161 de locuitori (2011). 

## Demografie
Componența etnică a satului Újsolt
     Maghiari (100%)
Componența confesională a satului Újsolt
     Fără religie (18,01%)
     Reformați (14,29%)
     Necunoscută (67,7%)
     Alte religii (5,59%)
Conform recensământului din 2011, satul Újsolt avea 161 de locuitori. Din punct de vedere etnic, majoritatea locuitorilor (100,0%) erau maghiari. Nu există o religie majoritară, locuitorii fiind persoane fără religie (18,01%) și reformați (14,29%). Pentru 67,7% din locuitori nu este cunoscută apartenența confesională.